# Chris Harris (wioślarz)

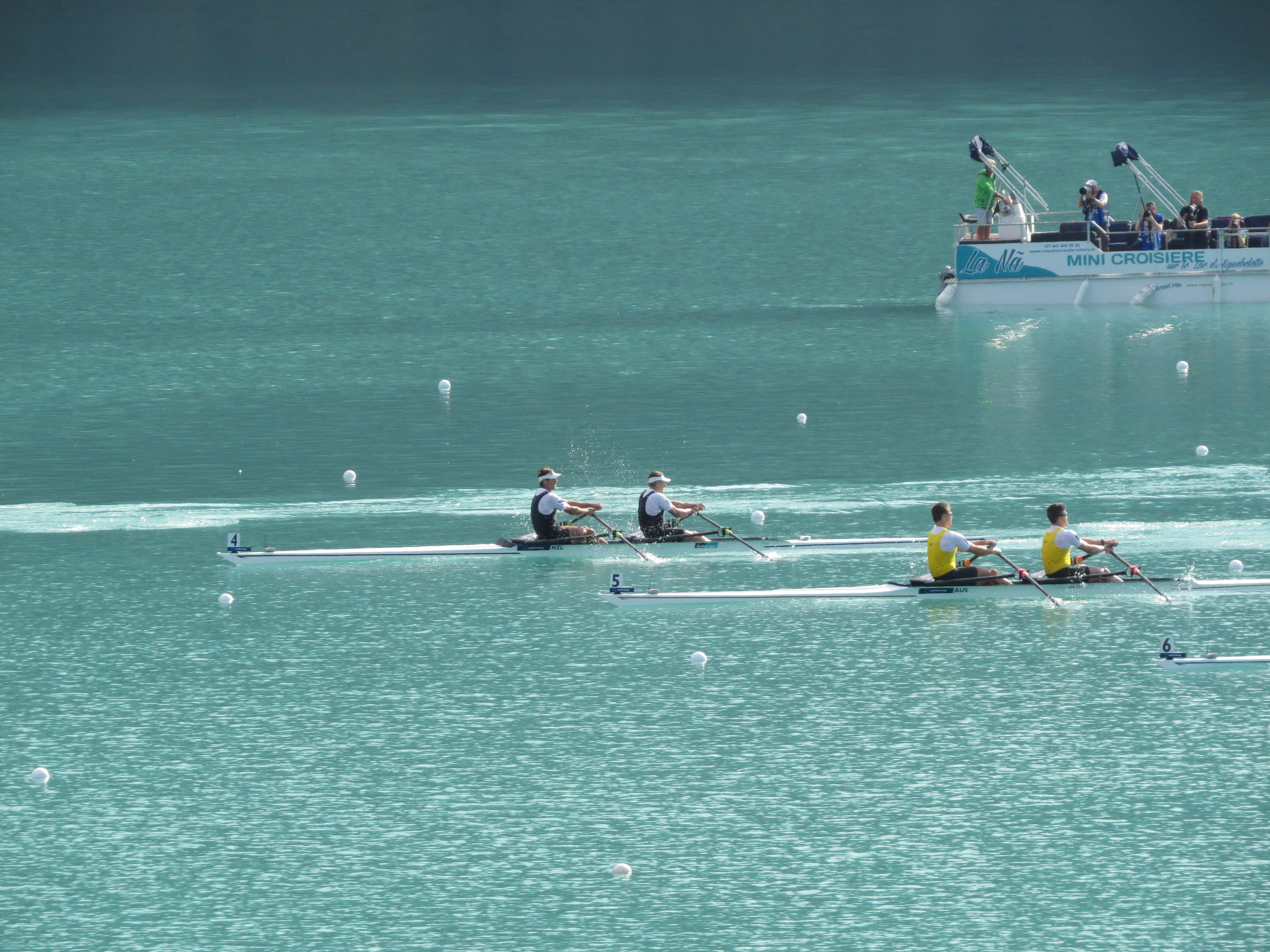
Nowozelandzka osada podczas wyścigu finałowego Mistrzostw Świata w 2015 roku (Chris Harris drugi z lewej)

Chris Harris (ur. 19 października 1985 roku w Durbanie) – nowozelandzki wioślarz, uczestnik letnich igrzysk olimpijskich w 2012 roku, w Londynie, oraz w 2016 roku, w Rio de Janeiro, brązowy medalista Mistrzostw Świata w 2015 roku, wicemistrz świata do lat 23 z 2007 roku.

## Życiorys
Urodził się 19 października 1985 roku w Durbanie, w Republice Południowej Afryki. Gdy miał osiem lat, jego rodzina przeniosła się do Nowej Zelandii. Podczas nauki w szkole Whanganui High School zaczął uprawiać wioślarstwo. Na arenie międzynarodowej po raz pierwszy reprezentował Nową Zelandię podczas Mistrzostw Świata do lat 23, odbywających się w 2007 roku w Glasgow. Wspólnie z Jaredem Pehi, Benjaminem Hammondem i Davidem Eade uplasował się wówczas na drugiej pozycji w konkursie czwórek bez sternika. Nowozelandczycy zostali wtedy wyprzedzeni przez osadę niemiecką.
W 2010 roku rozpoczął regularne starty w nowozelandzkiej kadrze wioślarzy. Początkowo był członkiem czwórki bez sternika. Podczas Mistrzostw Świata w 2010 roku, odbywających się na jeziorze Karapiro, wystąpił jednak w ósemce, która uplasowała się na 5. pozycji. Na Mistrzostwach Świata w 2011 roku wystąpił w czwórce bez sternika i zajął 8. miejsce. Podczas Letnich Igrzysk Olimpijskich 2012 w Londynie uplasował się natomiast w tej samej konkurencji na 11. pozycji.
Po igrzyskach olimpijskich zmienił specjalizację i rozpoczął starty w czwórce podwójnej. Po Mistrzostwach Świata w 2014 roku, które zakończył wspólnie z kolegami z reprezentacji na 12. miejscu, przeniósł się do dwójki podwójnej, gdzie jego partnerem został Robert Manson. Wspólnie z nim zdobył brązowy medal podczas rozgrywanych w Aiguebelette-le-Lac Mistrzostw Świata 2015. Było to równoznaczne ze zdobyciem kwalifikacji na Letnie Igrzyska Olimpijskie 2016 w Rio de Janeiro. Podczas igrzysk olimpijskich uplasował się na 11. pozycji.

## Osiągnięcia
| Impreza                     | Rok  | Miejsce             | Konkurencja          | Pozostali członkowie osady | Poz.   |
| --------------------------- | ---- | ------------------- | -------------------- | --- | ------ |
| Mistrzostwa Świata U-23     | 2007 | Glasgow             | czwórka bez sternika | Jared Pehi Benjamin Hammond David Eade                                                                                                | srebro |
| Mistrzostwa Świata          | 2010 | Karapiro            | ósemka               | John Storey Adam Tripp Tyson Williams Ian Seymour Tobias Wehr-Candler Michael Arms Sean O’Neill Benjamin Hammond Sternik: Ivan Pavich | 5.     |
| Mistrzostwa Świata          | 2011 | Bled                | czwórka bez sternika | Jade Uru Benjamin Hammond Sean O’Neill                                                                                                | 8.     |
| Letnie Igrzyska Olimpijskie | 2012 | Londyn              | czwórka bez sternika | Tyson Williams Jade Uru Sean O’Neill                                                                                                  | 11.    |
| Mistrzostwa Świata          | 2014 | Amsterdam           | czwórka podwójna     | Jade Uru John Storey Nathan Flannery                                                                                                  | 12.    |
| Mistrzostwa Świata          | 2015 | Aiguebelette-le-Lac | dwójka podwójna      | Robert Manson | brąz   |
| Letnie Igrzyska Olimpijskie | 2016 | Rio de Janeiro      | dwójka podwójna      | Robert Manson | 11.    |